# Antonio Vilardi
Pour les articles homonymes, voir Vilardi.
Antonio Vilardi (né à Cagliari, Sardaigne, le 4 mars 1959) est un compositeur, pianiste, et musicologue italien.
Antonio Vilardi est le Directeur général et artistique de l'Organisme Pour l'Intégration de la Culture Européenne (O.P.I.C.E.) - Bruxelles (depuis 1997).
Le 13 janvier 2009 il a reçu du Président de la République italienne le titre de Cavaliere dell'Ordine della Stella (Chevalier de l'Ordre de l'Étoile) pour ses mérites dans la divulgation et la promotion de la culture italienne à l'étranger.
Il a reçu entre autres des prix et des lettres d'éloges de la part de Ministères et organismes publics internationaux pour la collaboration et la coopération dans la promotion des échanges culturels.
Compositeur, pianiste et musicologue, il a réalisé plus de 30 musiques de scène originales pour des compagnies théâtrales et de danse en Italie et en Europe. Aussi, de nombreuses institutions de concerts et lyriques à Prague, Bruxelles, Croatie, Slovénie, New York, Boston et en Italie lui ont confié la réalisation de nouvelles créations musicales.

## Biographie

### Formation et débuts
Antonio Vilardi étudie la composition, le piano et la flûte en Sardaigne. De 1979 à 1985, il se consacre à la réalisation de programmes culturels au sein de RadioAlter, récompensé en 1979 pour la meilleure programmation italienne.
Il commence sa carrière d’enseignant en 1982 en tant que professeur d’éducation musicale dans le premier cycle de l’école secondaire (1982-1987) et est chargé du cours de propédeutique musicale pour les enseignants du primaire (1987-1991).

### Direction artistique et engagements culturels
De 1986 à 2002, Antonio Vilardi est directeur artistique du Sardinia Festival et président de l’Accademia Portico della Musica. Entre 1991 et 1998, il préside le CRT Circuito Regionale Teatro en Sardaigne et, de 1992 à 1996, il est vice-président de l’Orchestra Regionale Sarda.
En 1997, il fonde et devient directeur général et artistique de l’Organisme Pour l’Intégration de la Culture Européenne (O.P.I.C.E.) à Bruxelles. Dans le cadre de cette activité, il mène plusieurs projets de rénovation et de gestion d’espaces culturels, notamment la remise en activité du Théâtre Saint-Michel" de Bruxelles(1997-2012) et du; "Kraainem Arts Park" (ex-Centre Culturel Dexia Banque) en 2014.
Passionné par l'économie et le développement de réseaux professionnels, il collabore également avec diverses sociétés de management stratégique, opérationnel et d’investissement.

## Compositions et carrière musicale
Compositeur, pianiste et musicologue, Antonio Vilardi a composé plus de 30 musiques de scène originales pour des compagnies théâtrales et de danse en Italie et en Europe. Ses œuvres ont été interprétées dans des institutions lyriques et musicales à Prague, Bruxelles, en Croatie, Slovénie, aux États-Unis (New York, Boston) et en Italie. Parmi ses compositions les plus marquantes figurent Il giocattolo perduto, Il balletto delle stagioni, Judas et Jamboree.
Sa carrière musicale l’a amené à se produire en tournée aux États-Unis, notamment au Carnegie Hall, ainsi qu’en Suisse, France, Belgique, Croatie, Slovénie, Serbie, République tchèque, Italie, Allemagne, Luxembourg et Pays-Bas. Il a collaboré avec des personnalités telles que Tullio De Piscopo, Claudio Scimone, Leonard Bernstein, Ravi Shankar, Roberto Fabbriciani, Angelo Branduardi, Peo Alfonsi et Al Di Meola.
Entre 2001 il cofonde le Brussels Philharmonic Orchestra (2001-2002). avec Claire Roberts et Roger Bausier.

## Reconnaissances et distinctions
Le 13 janvier 2009, Antonio Vilardi reçoit du président de la République italienne le titre de Cavaliere dell'Ordine della Stella (Chevalier de l'Ordre de l'Étoile) pour ses mérites dans la diffusion et la promotion de la culture italienne à l’étranger. Il a également été récompensé par divers prix et lettres d’éloges de la part de ministères et d’organismes publics internationaux pour son engagement dans les échanges culturels.

## Projets récents
En 2018, il compose la musique originale du ballet La fine dei tempi, en collaboration avec l'Orchestre de Kirovohrad (Ukraine). Le projet entre en phase de production en 2019, et la tournée européenne est prévue pour mars 2020. Cependant, la pandémie de COVID-19 entraîne un report, et en février 2022, la tournée est définitivement annulée en raison du conflit entre la Russie et l'Ukraine. Après cette interruption, les répétitions du ballet reprennent en janvier 2025, avec une première mondiale programmée pour octobre 2025 à Bruxelles.
Pendant le confinement de 2020, Vilardi se consacre à l’écriture de l’essai Armonia dell’Economia e Economia dell’Armonia, explorant les liens entre principes économiques et harmonie musicale. L’ouvrage est publié en janvier 2025.
Dans le même temps, à l’initiative de son épouse Letizia De Valle, il compile avec elle une série d’anecdotes et de récits improvisés dans les années 1980 et 1990, inspirés de leurs séjours estivaux dans un refuge de montagne isolé, sans électricité ni moyens de communication. En 2022, le manuscrit est déposé, puis la série de livres est publié depuis décembre 2024 sous le titre L’Arnia Magica... Indovina l'Ape sotto le Stelle, en format ebook et papier.
En avril 2020, il cofonde, avec Siegfried Maerz, l’un des premiers podcasts musicaux d’Europe, Covid Concert Hall. Ce projet permet aux musiciens, artistes et écrivains internationaux de continuer à se produire et à partager leurs expériences malgré l’interruption des événements en raison de la pandémie. Le format, conçu pour Facebook, remporte un large succès et les épisodes sont ensuite publiés sur YouTube. Vilardi cesse sa participation fin 2021 à la suite d’un deuil personnel.

## Activités récentes
Antonio Vilardi poursuit son activité de consultant artistique et créatif, contribuant à la réalisation d’événements culturels et artistiques, notamment pour la Fête de la République italienne, organisée par l'Ambassade d'Italie et l’Istituto Italiano di Cultura à Bruxelles, ainsi que pour plusieurs communes de la Région de Bruxelles-Capitale. Il a réalisé également la production de la série de concerts 50 ans de notre histoire, réunissant des figures emblématiques du rock depuis les années 1970.